# Barra de São Miguel
Barra de São Miguel este un oraș în statul Alagoas (AL) din Brazilia.